# Kall feber
Kall feber är en roman av Jerker Virdborg från 2009. Boken innehåller flera tydliga referenser till Karin Boyes välkända roman Kallocain. 
Ramberättelsen är den om blodforskaren Karin Ryd (jmf. Karin Boye) som får anställning i en fiktiv forskarstad. Säkerhetsvakter och angiveri dominerar miljön. Precis som Kallocain rör Kall feber ytligt sett en dystopisk och förtryckande stat samt människorna som lever däri, men lika fullt är det människans inre som skärskådas i romanen. 
Detta är Virdborgs första bok vid Albert Bonniers Förlag. Alla de tidigare böckerna kom ut vid Norstedts Förlag. 
Kall feber nominerades till Sveriges Radios Romanpris 2010 och belönades med Karin Boyes litterära pris 2010.